# Сикхе
Сикхе (кор. 식혜) — корейский традиционный сладкий рисовый напиток, который часто пьют как десерт. Этот рисовый напиток изготовляется из риса и масла. Может называться также тансуль (кор. 단술) или камджу (кор. 감주?, 甘酒?). Оба названия означают «сладкое вино» и могут употребляться также для называния другого напитка, слабоалкогольного камджу.